# Крюково (городской округ Клин)
Крюково — деревня в Клинском районе Московской области, в составе Воздвиженского сельского поселению. Население — 10 чел. (2010). До 2006 года Крюково входило в состав Воздвиженского сельского округа.
Деревня расположена в северо-западной части района, примерно в 17 км к северо-западу от райцентра Клин, на канализированном и запруженном (для нужд торфоразработок) безымянном левом притоке реки Яуза, высота центра над уровнем моря — 140 м. Ближайшие населённые пункты — практически, примыкающее на севере Копылово и Семчино в 2,5 км на юг.

## Население
| 2002 | 2006 | 2010 |
| ---- | ---- | ---- |
| 12   | ↘11  | ↘10  |